# Silvan
Silvan, noto anche come Mago Silvan, pseudonimo di Aldo Savoldello (Venezia, 18 maggio 1937), è un illusionista italiano.

## Biografia

Logo di Silvan

Firma di Silvan

Nato a Venezia nel 1937 nella casa che fu del fratello del drammaturgo Carlo Gozzi, Aldo è figlio del commendator Savoldello.
Il padre lo avrebbe voluto avvocato, ma egli iniziò a interessarsi fin da bambino al mondo della prestidigitazione quando, a Crespano del Grappa, assistette per la prima volta allo spettacolo di un prestigiatore. Iniziò quindi ad acquistare e a leggere avidamente libri di magia, ma per lo più la letteratura che trovava nelle bancarelle veneziane di libri antichi era relativa a occultismo, teosofia e metempsicosi, motivo per cui suo padre, temendo che il bambino fosse sotto una cattiva influenza, lo portò all'ospedale dell'Isola di San Servolo per farlo visitare da uno specialista, che ne concluse semplicemente che il ragazzo era sano e che presentava una forte passione per l'argomento della prestidigitazione che nulla aveva di male.
A sette anni presentò i suoi primi spettacoli presso l'oratorio Don Bosco della sua città con il nome di Saghibù (lo pseudonimo derivava da Aldo Savoldello, il suo vero nome, da Otello Ghigi, il nome del suo primo maestro, e da Ranieri Bustelli, famoso prestigiatore degli anni trenta). Non ancora ventenne, passò al professionismo dopo essere stato battezzato con il nome d'arte Sylvan durante la trasmissione di Enzo Tortora Primo Applauso (talent show ante litteram del 1956) da Silvana Pampanini.
Dopo decine di spettacoli all'estero e dopo essersi esibito nei più importanti teatri del mondo, Silvan entrò a far parte della RAI negli anni sessanta.
In particolare la serie di giochi di prestigio eseguiti con le carte da gioco, nella sigla iniziale di Scala reale (1966), gli diede una improvvisa, grande popolarità.
Dal 1973 al 1980 condusse il programma Sim Salabim, contenitore televisivo del sabato sera con la presenza di ospiti famosi (Marcello Mastroianni, Pippo Baudo, Milva, Patty Pravo, Franco Franchi), in cui Silvan era conduttore; il programma fu riproposto più volte con Astromagic e durante gli anni ottanta e novanta con Supermagic, sempre in prima serata.
Nel 1979 condusse un altro programma di successo: 26 puntate di Buonasera con... Silvan. Nel 1998 come autore con Marco Zavattini condusse Sanremo Magica, con Anna Falchi.
Celebre fu l'esperimento dell'agosto del 1995 nel quale "indovinò" alcuni titoli di giornali con 24 giorni d'anticipo, grazie all'"evocazione" di Cagliostro; per questo ricorso a una presunta spiegazione paranormale si attirò le critiche di Margherita Hack.
Al cinema, in qualità di attore, ha partecipato ai film Modesty Blaise - La bellissima che uccide (1966) di Joseph Losey, con Monica Vitti, Dirk Bogarde e Terence Stamp, L'oro di Londra (1968) e L'inchiesta (1986) di Damiano Damiani (con Keith Carradine e Harvey Keitel), Uno anzi due (2015) di Francesco Pavolini. È apparso anche in un cammeo nei panni di sé stesso nell'episodio Il mago del film Occhio, malocchio, prezzemolo e finocchio (1983), in cui deve confrontarsi in una sfida in diretta televisiva contro lo scalcinato mago "Le grand Gaspar", interpretato da Johnny Dorelli, e ne Il principe e il pirata (2001) di Leonardo Pieraccioni.
In televisione, è inoltre apparso nell'episodio Il mago della serie TV Matlock e nel 2015 è il narratore della dodicesima puntata del programma Techetechete'.
Con le sue apparizioni televisive italiane e nel mondo (è stato ospite per sette volte nel programma televisivo statunitense di intrattenimentoThe Ed Sullivan Show, a partire dal 1959), con le sue esibizioni per le più grandi personalità mondiali (Umberto II di Savoia, Ronald Reagan, Elisabetta II del Regno Unito, il plurimiliardario Adnan Khashoggi), con i suoi libri di divulgazione, e le decine di articoli apparsi sul famoso settimanale a fumetti Topolino e in altre riviste, Silvan può essere considerato uno dei maggiori prestigiatori del XX secolo.
Numerosi sono i riconoscimenti ricevuti da Silvan quale protagonista dello spettacolo. Come Lance Burton e David Copperfield, è stato eletto per ben due volte, nel 1990 e nel 1999, Magician of the Year (ed è l'unico artista non statunitense ad aver ottenuto tale riconoscimento). È stato anche il primo italiano (e l'unico finora, insieme con Antonio Casanova) a essere insignito del Merlin Award, vinto per due volte nel 1998 e 2011; la Società Internazionale degli Illusionisti ha motivato la scelta «per la continua popolarità e il costante successo che contraddistinguono ormai da molti anni l'attività artistica di Silvan, esibitosi nei più importanti teatri del mondo». Ha ricevuto inoltre a Parigi l'arar speciale "Oscar Mondial de la Presentation" durante il Congresso Mondiale della Federazione Internazionale Società Magiche; sempre a Parigi, nel 1990, il  "Premio Lumière"; a New York prima il "Louis Award" del 1994. La Society of American Magician ha inserito Silvan nella sua Hall of Fame, della quale fanno parte soltanto duecento illusionisti.
È inoltre stato nominato:
- Honorary life Member of the Academy of Magical Arts, Magic Castle Hollywood
- Honorary Life Member M.I.M.C.(Gold Star) "The Magic Circle" London
- Honorary President Circolo Amici della Magia di Torino Italy
- Honorary Life Member Magischer Cercle Wien
- International Relations Committee for the world of the International Brotherhood of Magician U.S.A.

Silvan è autore di più di dieci libri, di numerose pubblicazioni su illusionismo e magia e di 13 "scatole magiche" per Clementoni, Arnoldo Mondadori Editore, Editrice Giochi.
È anche socio benemerito del CICAP, il Comitato Italiano per il Controllo delle Affermazioni sulle Pseudoscienze, per il quale svela i trucchi dietro ad alcuni presunti fenomeni paranormali o magici. Collabora inoltre, fin dal primo numero, a Magia, la rivista italiana di cultura magica fondata da Massimo Polidoro e diretta da Alex Rusconi.
Il 16 giugno 2009 è stato pubblicato l'album musicale Photographie di DJ Tayone, dove Silvan partecipa come guest star nel videoclip You've Got Me Down. Nel 2013 è stato testimonial di una campagna pubblicitaria per le compagnie di assicurazione Unipol, Fonsai e Milano.
Il 7 aprile 2015 è uscita nelle librerie, edita da Mondadori, l'autobiografia 'Silvan la magia della vita, la mia storia'.
Il 17 maggio 2015 l'Accademia delle Arti Magiche di Hollywood ha conferito a Silvan, unico mago europeo a riceverlo, 'The Masters Fellowship Award', il premio più ambito per un illusionista ed equivalente al Nobel della Magia.
Presidente onorario F.I.S.M. Italy, i campionati del mondo di magia che si sono tenuti, per la prima volta nella storia in Italia, a Rimini dal 6-11 luglio 2015.
Nel 2016, dalla sua prima partecipazione televisiva nel 1956 nella trasmissione RAI 'Primo Applauso' Silvan raggiunge il traguardo dei 60 anni nel mondo della TV e dello spettacolo.
Il 19 dicembre 2016 ha ricevuto a Imperia il Premio Grock 2016, riconoscenza tributata ogni anno ai maestri del sorriso in ricordo del clown svizzero.
Il 15 settembre 2017 il Magic Circle di Londra premia Silvan miglior mago del mondo consegnandogli il prestigioso 'David Devant Award': "Per aver contribuito all'avanzamento e alla valorizzazione dell'arte magica nel mondo". Assegnato nei due anni precedenti a Burton e Copperfield, nei cento anni di storia del The Magic Circle, associazione magica che riunisce 2000 prestigiatori; con l'assegnazione a Silvan viene per la prima volta insignito un illusionista italiano.
Nel 2021 è la voce narrante del docu-reality Voglio essere un mago!, in onda su Rai 2 in prima serata.

## La psicomagia
Silvan è sostenitore di una teoria definita da lui stesso "psicomagia" o "filomagia". Secondo essa, ogni spettacolo di prestigiatore dev'essere preceduto da un'adeguata presentazione verbale e da una certa gestualità funzionale, che in molti casi sono in grado di influenzare il pubblico al punto da spingerlo a credere che la realtà sia diversa da quella che appare, o meglio che la realtà presentatagli dal prestigiatore corrisponda alla realtà vera.

## Vita privata
Si è sposato con la britannica Irene Ethel Mansfield, da cui ha avuto due figli. La coppia ha poi vissuto a Roma. Nel 2021 è rimasto vedovo.

## Opere

### Libri
- Giochi di prestigio, Milano, A. Mondadori, 1971, SBN SBL0382773.
- Manuale di Silvan: conoscere un gioco è niente, saperlo fare è già qualcosa, saperlo presentare è tutto!, Milano, A. Mondadori, 1974, SBN MOD0113289.
- La magia di Silvan (distribuito durante gli spettacoli), 1976-1977.
- Arte magica: illusionisti, trucchi e magie di tutti i tempi, Milano, Rusconi, 1977, SBN SBL0056599.
- I giochi più belli, fotografie di Dino Jarach, disegni di Maurizio Beltrame, Milano, Sperling & Kupfer, 1977, SBN SBL0239845.
- I miei trucchi (inserto del Radiocorriere), Torino, Rai, 1983.
- Silvan Supermagic, illustrazioni di Fabrizio Busticchi, Maurizio Beltrame e Casaro, Milano, A. Mondadori, 1984, SBN RAV0231919.
- Silvan in: giochi di prestigio di un grande mago, Milano, A. Mondadori, 1986, ISBN 88-04-29941-X.
- Silvan in: giochi di carte di un grande mago, Milano, A. Mondadori, 1986, ISBN 88-04-29942-8.
- Il grande Silvan (speciale magia quattro volumi), Milano, The Walt Disney Company Italia, 1992.
- Il mondo dell'occulto, Milano, Sperling & Kupfer, 1994, ISBN 88-200-1914-0.
- Il libro magico di Silvan, Novara, De Agostini ragazzi, 1995, ISBN 88-415-2451-0.
- Trattato di magia, illustrazioni di Rossano Liberatore, Milano, A. Salani, 2001, ISBN 88-8451-010-4.
- La magia della vita: la mia storia, Milano, Mondadori, 2015, ISBN 978-88-04-65422-3.
- La nuova arte magica: illusionisti, trucchi e magie di tutti i tempi, presentazione di Vittorio Sgarbi, Milano, La nave di Teseo, 2020, ISBN 978-88-9395-081-7.

### Giochi
Durante la sua carriera, Silvan ha realizzato un totale di 13 "scatole magiche", fra le quali:
- 1972 – Silvan zero (Clementoni)
- 1973 – Silvan1, due edizioni scatola rossa e gialla (Clementoni)
- 1975 – Silvan2 (Clementoni)
- 1976 – Silvan3 (Clementoni)
- 1978 – Silvan Magic Shop, 12 scatoline individuali (Clementoni)
- 1978 – Silvan (Clementoni)
- 1978 – Silvan School of magic (Clementoni)
- 1984 – Silvan stupisci i tuoi amici (Arnoldo Mondadori Editore), Magic Show (Ravensburger Germany)
- 1987 – Silvan Magic show 1987 (Editrice Giochi)
- 1996 – Silvan Supermagia 1996 (Magic Toys)
- 2014 – Silvan 24 giochi di magia (Edizioni Giavtoys)

## Filmografia
- Modesty Blaise - La bellissima che uccide (Modesty Blaise), regia di Joseph Losey (1966) – sé stesso
- L'oro di Londra, regia di Guglielmo Morandi (1968)
- Senza famiglia, nullatenenti cercano affetto, regia di Vittorio Gassman (1972)
- Qui comincia l'avventura, regia di Carlo Di Palma (1975) – solo consulente carte da gioco
- Occhio, malocchio, prezzemolo e finocchio, regia di Sergio Martino (1983) – sé stesso
- L'inchiesta, regia di Damiano Damiani (1986)
- Il principe e il pirata, regia di Leonardo Pieraccioni (2001) – sé stesso
- I Cesaroni – serie TV, episodio 4x15 (2010) – sé stesso
- Uno anzi due, regia di Francesco Pavolini (2015)
- Sono Lillo – serie TV (2024)

## Doppiatori
- Antonio Guidi in Senza famiglia, nullatenenti cercano affetto
- Gianfranco Bellini in L'inchiesta